# Echeveria gudeliana
Echeveria gudeliana är en fetbladsväxtart som beskrevs av Véliz, García-mend.. Echeveria gudeliana ingår i släktet Echeveria och familjen fetbladsväxter. Inga underarter finns listade i Catalogue of Life.